# Зареченское сельское поселение (Кировская область)
Зареченское сельское поселение  — муниципальное образование в составе Подосиновского района Кировской области России, существовавшее в 2006 — 2011 годах.
Центр — село Заречье.

## История
Зареченское сельское поселение образовано 1 января 2006 года согласно Закону Кировской области от 07.12.2004 № 284-ЗО.
Законом Кировской области от 28 апреля 2012 года № 141-ЗО поселение упразднено, все населённые места включены в состав  Демьяновского городского поселения.

## Состав
В состав поселения входили 12 населённых пунктов:
| - село Заречье - деревня Букреевица - деревня Ванинское - деревня Грибинская - деревня Даниловская - деревня Заозерица | - деревня Мачехино - деревня Остров - деревня Поцепилово - деревня Созаново - деревня Старо - деревня Фалево |